# Gmina Exira

Położenie Gminy Exira w hrabstwie Audubon

Gmina Exira (ang. Exira Township) – gmina w USA, w stanie Iowa, w hrabstwie Audubon. Według danych z 2000 roku gmina miała 1186 mieszkańców.